# Rhaphuma torrida
Rhaphuma torrida är en skalbaggsart som beskrevs av Holzschuh 1991. Rhaphuma torrida ingår i släktet Rhaphuma och familjen långhorningar. Inga underarter finns listade i Catalogue of Life.